# Bidonì
Bidonì is een gemeente in de Italiaanse provincie Oristano (regio Sardinië) en telt 146 inwoners (31-12-2004). De oppervlakte bedraagt 11,7 km², de bevolkingsdichtheid is 12 inwoners per km².

## Demografie
Bidonì telt ongeveer 60 huishoudens. Het aantal inwoners daalde in de periode 1991-2001 met 15,4% volgens cijfers uit de tienjaarlijkse volkstellingen van ISTAT.
| Jaar | Inwoneraantal |
| ---- | ------------- |
| 1991 | 188           |
| 2001 | 159           |

## Geografie
Bidonì grenst aan de volgende gemeenten: Ghilarza, Nughedu Santa Vittoria, Sedilo, Sorradile.